# 箕輪登
箕輪 登（みのわ のぼる、1924年3月5日 - 2006年5月14日）は、日本の政治家、医師。郵政大臣（第42代）、防衛政務次官、衆議院議員（8期）を歴任した。

## 来歴
北海道小樽市生まれ。小樽市中学校（現：北海道小樽潮陵高等学校、小樽市立長橋中学校）、北海道帝国大学（現：北海道大学）医学専門部卒業。第二次世界大戦末期の1945年3月に陸軍軍医見習士官に任官し、同年8月に終戦を迎える。翌1946年より日本医療団寿都病院（現：寿都町立寿都診療所）外科医長。1948年、寿都町に箕輪外科医院を開業。1952年に小樽市に戻り、稲穂で箕輪外科医院を開業。
1960年、薄田美朝（元警視総監。後に衆議院議員）に見出され第29回衆議院議員総選挙に旧北海道第1区（定数5）から保守系無所属で出馬したが、立候補者9人中7位で落選する（当時の旧北海道1区では日本社会党の横路節雄や自由民主党の椎熊三郎（元衆議院副議長）、高田富與（元札幌市長）ら有力候補がしのぎを削っていた）。1962年から、佐藤栄作（当時は北海道開発庁長官）の秘書兼主治医を務める。
1967年、自民党公認で第31回衆議院議員総選挙に旧北海道1区から出馬し、得票数4位で初当選を果たした（当選同期に山下元利・増岡博之・加藤六月・塩川正十郎・河野洋平・中尾栄一・藤波孝生・武藤嘉文・坂本三十次・塩谷一夫・山口敏夫・水野清など）。当選後は佐藤が率いる佐藤派に入会。以後、8期連続当選。1972年の佐藤派分裂後は田中派に所属した。同年、第2次田中角栄内閣で防衛政務次官に任命される。1981年、鈴木善幸改造内閣で郵政大臣に任命され、初入閣を果たした。
1987年の北海道知事選挙では元農林水産官僚の松浦昭を擁立したが、松浦は現職の横路孝弘知事に大敗し、自民党北海道連会長であった箕輪は引責辞任に追い込まれた。田中派分裂に当たっては経世会に参加。
1990年、脳梗塞を患い政界を引退。リハビリにより言語障害を克服し、その後は地元・小樽市で私立病院の顧問を務める。
「九条の会」傘下の「マスコミ九条の会」呼びかけ人を務めていた。
2006年5月14日、肺炎のため札幌医科大学附属病院で死去。享年82。

## 人物
- 衆議院議員に当選する以前から松川嘉太郎（北海道中央バス第2代社長）、唯是日出彦（ジャーナリスト、漫画家。北海道中央バス顧問）ら地元・北海道の複数の有力者に親交があった。
- 金丸信（元自由民主党副総裁）が主宰した「日本戦略研究センター」の理事長を務めていたが、創政会結成時にメンバーに名を連ねていたにもかかわらず、後に金丸の名前を出して入会を撤回したため、竹下登の後見人であった金丸の怒りを買い、理事長を解任され出入り禁止になった。
- 北海道新幹線の計画推進に熱心であった。

### 自衛隊イラク派遣反対運動
箕輪は防衛政務次官経験者であり、安全保障面ではタカ派であったが、2004年に自衛隊のイラクへの派遣に反対する運動に参加し、国を相手取り札幌地裁に提訴する（自衛隊イラク派兵差止北海道訴訟）。2005年3月28日に提訴された二次訴訟の原告には、日本社会党代議士だった竹村泰子、日本共産党代議士だった児玉健次、市民運動活動家の花崎皋平ら、様々な政治的立場の人物が加わっている。箕輪自身も訴訟への賛同者を募るため、精力的に全国各地へ赴き、講演・執筆活動を行なっていた。イラク日本人人質事件では、自身を身代わりにして人質を解放するよう、犯人グループに呼びかける声明を発表した。また、福田康夫内閣官房長官（当時）らが主張した「自己責任論」に反論し、人質の日本人3名を擁護した。箕輪の死後、2007年11月19日に札幌地裁は原告の訴えを退ける判決が下したが、原告側は札幌高裁に控訴した。

## 著書
- 共著
  - （内田雅敏）『憲法9条と専守防衛』（梨の木舎、2005年）
  - （小池清彦、竹岡勝美）『我、自衛隊を愛す 故に、憲法9条を守る―防衛省元幹部3人の志』（かもがわ出版、2007年）